# Bonnieux
Bonnieux é uma comuna francesa na região administrativa da Provença-Alpes-Costa Azul, no departamento de Vaucluse. Estende-se por uma área de 51,12 km², com 1417 habitantes, segundo os censos de 1999, com uma densidade de 27 hab/km².

## Demografia
|}